# 博伊角
62°10′S 58°11′W / 62.167°S 58.183°W
博伊角（Boy Point），是南極洲的海岬，位於南設得蘭群島的喬治王島南岸，在1980年由波蘭探險隊以該國作家命名，現時由南極條約體系管理。